# فرانك غالاغير
فرانك غالاغير (بالإنجليزية: Frank Gallagher)‏ هو ممثل بريطاني، ولد في 23 فبراير 1951 في المملكة المتحدة.

## وصلات خارجية
- فرانك غالاغير على موقع IMDb (الإنجليزية)
- فرانك غالاغير على موقع ألو سيني (الفرنسية)
- فرانك غالاغير على موقع أول موفي (الإنجليزية)
- فرانك غالاغير على موقع قاعدة بيانات الفيلم (الإنجليزية)
- فرانك غالاغير على موقع كينوبويسك (الروسية)